# Hippasa bifasciata
Hippasa bifasciata là một loài nhện trong họ Lycosidae.
Loài này thuộc chi Hippasa. Hippasa bifasciata được Jan Buchar miêu tả năm 1997.